# Ludwig Kaindl
Ludwig Kaindl (né le 13 décembre 1914 à Ergoldsbach et mort le 5 juillet 1995) est un athlète allemand, spécialiste des courses de demi-fond. 

## Biographie
Il remporte la médaille d'argent du 3 000 m steeple lors des championnats d'Europe 1938 à Paris, en établissant la meilleure performance de sa carrière en 9 min 19 s 2.

### Palmarès
| Date | Compétition           | Lieu  | Résultat | Épreuve         | Performance  |
| ---- | --------------------- | ----- | -------- | --------------- | ------------ |
| 1938 | Championnats d'Europe | Paris | 2e       | 3 000 m steeple | 9 min 19 s 2 |

### Records
| Épreuve         | Performance  | Lieu  | Date             |
| --------------- | ------------ | ----- | ---------------- |
| 3 000 m steeple | 9 min 19 s 2 | Paris | 5 septembre 1938 |